# 리가 라디오 및 텔레비전 타워

리가 라디오 및 텔레비전 타워

리가 라디오 및 텔레비전 타워(라트비아어: Rīgas radio un televīzijas tornis)는 라트비아 리가에 있는 타워이다. 1979년과 1989년 사이에 소련 중앙 정부의 자금으로 지어졌다. 가장 높은 지점은 368.5 미터 (1,209 ft)으로, 유럽에서 오스탄키노 타워, 키이우 TV타워에 이어 세 번째로 높은 타워이며, 세계에서 16번째로 높은 타워이다.
93-미터 (305 ft) 높이에 레스토랑 "Vēja roze"가 있었는데, 타워가 완공된 이후 2006년까지 영업했다. 전망대는 97m 떨어진 곳에 있어 날씨가 좋으면 리가만을 포함한 리가의 대부분을 바라볼 수 있다.